# Baal (dramat)
Baal – dramat Bertolta Brechta, opowiadający losy poety o imieniu Baal. Utwór powstał w trzech wersjach w latach 1918, 1919 oraz 1926. Sztuka zawiera liczne pieśni i wiersze autora, które w znacznej części pokrywają się z zawartością tomiku poezji Hauspostille. Dzieło jest parodią dramatu o artyście (niem. Künstlerdrama) autorstwa Hannsa Johsta o tytule Samotnik (niem. Der Einsame).
| Baal               | Baal |
| Język oryginału    | niemiecki |
| Data premiery      | 8 grudnia 1923 |
| ------------------ | --- |
| Miejsce premiery   | Lipsk |
| Reżyser            | Alwin Kronacher |
| Główni bohaterowie | Baal, poeta Ekart, muzyk, przyjaciel Baala Johannes, przyjaciel Baala Johanna, narzeczona Johannesa Matka Baala Sophie Dechant, kochanka Baala |

## Treść utworu
Za wersję kanoniczną (ostateczną) dramatu Baal uważana jest druga wersja, która powstała w roku 1919 – to ważne ze względu na fakt, że w treści każdej z wersji występują drobne różnice. Opracowania dotyczące treści odnoszą się własnej do niej.
Sztuka rozpoczyna się chorałem, który wygłasza główny bohater, a zaraz po tym zbiera pochwały od swoich słuchaczy. Sam jednak zachowuje się wulgarnie w stosunku do swoich odbiorców, zajmuje się jedzeniem, piciem i złym traktowaniem innych osób, w tym kobiet. Wkrótce poznaje narzeczoną swojego przyjaciela Johannesa, przed którą go z początku ostrzega. Krótko po tym Johanna (narzeczona przyjaciela) zdradza go z Baalem. On jednak nie chce kontynuować tego romansu.
W lesie zostają znalezione zwłoki drwala. Wokół martwego mężczyzny gromadzą się jego przyjaciele, którzy myślą jedynie o tym, by wypić alkohol, który ten miał schowany pod swoją pryczą. Pojawiający się znienacka Baal sprawia pozory osoby, której zależy na uszanowaniu żałoby i wygłasza mowę na jego cześć, pokazując przy tym swoje literackie możliwości i pouczając pozostałych, że powinni poddać się refleksji. Okazuje się jednak, że wcześniej wypił alkohol należący do zmarłego.
Baal porywa z ulicy kobietę, Sophie Dechant. Z początku kobieta jest przerażona wyglądem i zachowaniem mężczyzny, jednak szybko się do niego przekonuje i wdaje się z nim w romans, przez który zachodzi w ciążę. Baal stara się zmienić swoje hulaszcze życie i próbuje znaleźć pracę w kabarecie, by móc utrzymać ją i dziecko, jednak ostatecznie się na to nie decyduje i porzuca swoją narzeczoną, by móc spędzać czas ze swoim przyjacielem, muzykiem Ekartem. W związku z kontrowersyjnym wystąpieniem w kabarecie zostaje aresztowany. Przed opuszczeniem aresztu odbywa rozmowę z duchownym, który próbuje go nawrócić, jednak Baal uważa się za artystę, który wszystko może i porównuje się tym samym z Bogiem. Po śmierci matki Baal zaczyna nastawiać się na swoją własną śmierć. Udaje się do chatki drwali, w której umiera w samotności.
Dramat rozpoczyna się dedykacją do przyjaciela, Georga Pflanzelta, któremu zadedykował również jeden z wierszy znajdujących się w wydanym w 1926 tomiku poezji Hauspostille. W sztuce znajduje się jeszcze kilka pieśni, które również pokrywają się z treścią tego tomiku.

## Główne motywy
Drzewo – pojawia się kilkakrotnie w ciągu całego dramatu i symbolizuje zbliżającą się śmierć Baala, Po raz pierwszy pojawia się w scenie z drwalami i od tego momentu występuje stopniowo coraz częściej. Baal jest zestawiany z drzewem jako jego przeciwieństwo, ponieważ nie posiada stałych korzeni, czyli określonych wartości (odpowiedzialność za rodzinę, stabilizacja), których mógłby się trzymać.
Chmura – ten motyw pojawia się najczęściej, zarówno w samej sztuce, jak i w wierszach w niej zawartych. Jest charakterystyczny dla całej twórczości młodego Brechta i odnosi się do jego biografii. Chmura symbolizuje niewinność i czystość, a po raz pierwszy jako motyw została użyta w wierszu Erinnerung an die Marie A. (Amann), który dedykowany jest jednej z jego pierwszych miłości.
Związek matki z synem – Brecht był bardzo związany ze swoją matką, Sophią Brecht. Ten motyw jest przez niego wykorzystywany w wielu dziełach, szczególnie tych z początków twórczości, między innymi w wierszu Vom armen B.B..
Religia W początkowej fazie rozwoju literackiego Brecht był zafascynowany religią i motywem Biblii: w wieku 15 lat napisał nawet swój pierwszy dramat o tytule Biblia, który składał się z 3 aktów. Choć wychowywał się w religijnej rodzinie (ojciec i brat byli katolikami, on i matka – protestantami), jego podejście do Boga zmieniły doświadczenia generacyjne: podczas I Wojny Światowej stracił wielu przyjaciół od tego momentu często odznaczał swoje zwątpienie w istnienie Boga.

## Podłoże historyczne

### Powstanie
Pomysł na napisanie dramatu narodził się podczas seminarium u profesora Artura Kutschera w Monachium. Brecht dostał za zadanie przygotować referat na temat jednego z ulubionych dramaturgów prowadzącego, Hannsa Johsta. Młody Brecht odniósł się do niego bardzo krytycznie. Swoje odmienne zdanie postanowił zamanifestować za pomocą parodii jednego z dzieł autora, mianowicie dramatu Samotnik (niem. Der Einsame). Baal pełni funkcję polemiki, w której Brecht krytykuje wiele aspektów literatury, a przede wszystkim wykreowaną przez Johsta postawę artysty jako wieszcza-męczennika nierozumianego przez społeczeństwo i cierpiącego z powodu niedoceniania przez odbiorców.
Dramat został napisany w trzech wersjach: każda kolejno w latach 1918, 1919 i 1926, przy czym ostatnia wersja jest scenariuszem, który powstał z myślą o wystawieniu sztuki na scenie teatralnej.

### Krytyka
Choć pierwsza wersja dramatu powstała w 1918 roku, swojej premiery na deskach teatru doczekała dopiero w roku 1923. Spowodowane to było krytyką, której falę wywołało powstanie sztuki. Brecht chciał ją wystawić, jednak żaden teatr się na to nie zgodził. Ogólna niechęć i negatywny odbiór dramatu przełożyły się na pogorszenie samopoczucia Brechta. Wszystko zmienił jednak list, który otrzymał od samego Hannsa Johsta. Mimo początkowo nieprzychylnego nastawienia do dramaturga, z którym wszedł w polemikę, udało mu się kontynuować pracę nad tekstem i po naniesieniu poprawek powstała druga jego wersja, która jest uważana za kanoniczną.

### Motywy biograficzne
Utwór Brechta zawiera liczne motywy, które swoje korzenie mają w biografii autora. Do najbardziej widocznych elementów należy przede wszystkim bliska relacja Bertolta Brechta z matką, Sophią Brecht. W dzieciństwie i wczesnej młodości matka odgrywała bardzo dużą rolę w jego życiu. Choć w Baalu stosunek głównego bohatera do swojej matki jest lekceważący i poprawia się dopiero tuż przed jej śmiercią, sam motyw relacji na linii matka-syn zostaje w nim wyraźnie wykorzystany. Nie jest to jednak jedyny utwór, w którym Brecht opiera się na tym motywie: występuje on również między innymi w wierszu zawartym w Hauspostille pod tytułem Vom armen B.B, w którym wyjaśnia, że zawdzięcza jej najważniejsze cechy swojej osobowości.
Innym motywem często powtarzającym się w dziele jest motyw religii i powiązany z nim motyw Boga. Sam Brecht przez większość swojego życia był ateistą, jednak wychował się w religijnej rodzinie i w swojej młodości fascynował się Biblią. W domu Brechta funkcjonowały jednocześnie dwie religie: jego ojciec i brat Walter byli katolikami, on sam zaś wraz z matką – protestantami. Pierwszy tekst autora został opublikowany w szkolnej gazetce Die Ernte i nosił tytuł Die Bibel (pl. Biblia). Nastawienie Brechta do aspektów religijnych zmieniły dopiero doświadczenia generacyjne, jakimi były wydarzenia związane z I wojną światową, podczas której stracił wielu przyjaciół. Od tego momentu w jego tekstach zaczęły się pojawiać wątki kwestionujące istnienie Boga.

## Baal jako literacki początek Brechta

### Cechy wczesnego Brechta
Twórczość Bertolta Brechta może zostać podzielona na dwie części ze względu na cechy tworzonych w tym czasie utworów. Do roku 1925/1926 mowa jest o tzw. wczesnym Brechcie. Dopiero w okolicach tej symbolicznej granicy zaczęła zmieniać się jego koncepcja teatru, o której głośno mówił, co sprawiło, że od tego momentu szedł w stronę rewolucji w teatrze, między innymi w kierunku dramatu epickiego.
Do głównych cech młodego Brechta należą silne powiązania z biografią autora. Wykorzystywał w tym celu między innymi takie motywy jak relacja na linii matka-syn, wiara w Boga i religia. Miał również skłonności do anarchii w kwestiach teatru: wielokrotnie próbował dokonać rewolucji i oderwać nowoczesny teatr od zasady trzech jedności z koncepcji Arystotelesa. Charakterystyczny był również język Brechta: dosadny, pełny przekleństw, niejednokrotnie również ironii.